# Classics of International Law
Classics of International Law (Klassiker des Völkerrechts) ist eine englischsprachige Buchreihe mit insgesamt zweiundzwanzig Bänden, die von der Carnegie Endowment for International Peace von 1911 bis 1950 veröffentlicht wurde. Sie beinhaltet klassischen Arbeiten aus der Geschichte und Entwicklung des Völkerrechts bzw. internationalen Rechts. Hauptherausgeber der Reihe war James Brown Scott, der auch an der Gründung des Ständigen Internationalen Gerichtshofs und der Haager Akademie für Völkerrecht beteiligt war. Die zweiundzwanzig Bände der Reihe sind verteilt auf insgesamt vierzig Bücher.

## Bände
- 1,1 Zouche, Richard. IURIS ET IUDICII FECIALIS, SIVE, IURIS INTER GENTES, ET QUAESTIONUM DE EODEM EXPLICATIO. Edited by Thomas Erskine Holland. Reproduction of the first Edition of 1650 Washington, D.C. -Carnegie Institution 1911.
- 1,2 Zouche, Richard. AN EXPOSITION OF FECIAL LAW AND PROCEDURE, OR OF LAW BETWEEN NATIONS AND QUESTIONS CONCERNING THE SAME, Translated by J.L. Brierly Washington, DC - Carnegie Institution 1911.

- 2,1 Ayala, Balthazar. DE JURE ET OFFICIIS BELLICIS ET DISCIPLINA MILITARI LIBRI III Edited by John Westlake. Reproduction of the Edition of 1582 Washington, D.C. - Carnegie Institution 1912.
- 2,2 Ayala, Balthazar. ON THE LAW OF WAR AND ON THE DUTIES CONNECTED WITH WAR AND ON MILITARY DISCIPLINE, THREE BOOKS, Translated by John Pawley Bate, Washington, DC - Carnegie Institution 1912.

- 3,1 Grotius, Hugo. DE JURE BELLI AC PACIS LIBRI TRES, Reproduction of the Edition of 1646, Washington, D.C. - Carnegie Institution 1913.
- 3,2 Grotius, Hugo. ON THE LAW OF WAR AND PEACE THREE BOOKS. Introduction by James Brown Scott Translated by Francis W. Kelsey Washington, D.C. - Carnegie Institution 1913 Oxford: Clarendon Press; London: Humphrey Milford 1925.

- 4,1 & 2 Vattel, E. de. LE DROIT DE GENS OU PRINCIPES DE LA LOI NATURELLE. Reproduction of books 1-4 of the first Edition of 1758.Washington, D.C. - Carnegie Institution 1916.
- 4,3 Vattel, E. de. THE LAW OF NATIONS OR PRINCIPLES OF NATURAL LAW. Introduction by Albert de Lapradelle. Translated by Charles G. Fenwick Washington, D.C. - Carnegie Institution 1916.

- 5,1 Rachel, Samuel. DE JURE NATURAE ET GENTIUM DISSERTATIONES. Edited by Ludwig von Bar. Introduction by Ludwig von Bar. Reproduction of the Edition of 1676. Washington, D.C. - Carnegie Institution 1916.
- 5,2 Rachel, Samuel. DISSERTATIONS ON THE LAW OF NATURE AND OF NATIONS. Introduction by Ludwig von Bar. Translated by John Pawley Bate. Washington, D.C. - Carnegie Institution 1916.

- 6,1 Textor, Johann Wolfgang. SYNOPSIS JURIS GENTIUM. Edited by Ludwig von Bar. Introduction by Ludwig von Bar. Reproduction of the Edition of 1680. Washington, D C. - Carnegie Institution 1916.
- 6,2 Textor, Johann Wolfgang. SYNOPSIS OF THE LAW OF NATIONS. Introduction by Ludwig von Bar. Translated by John Pawley Bate. Washington, D.C. - Carnegie Institution 1916.

- 7 Victoria, Franciscus de. FRANCISCUS DE VICTORIA DE INDIS ET DE IVRE BELLS REFLECTIONES. Edited by Ernest Nys. Introduction by Ernest Nys. Translation by John Pawley Bate. / THE REFLECTIONS IN MORAL THEOLOGY OF THE VERY CELEBRATED SPANISH THEOLOGIAN, FRANCISCUS DE VICTORIA. Translation of text by John Pawley Bate. Revised Text, With Prefatory Remarks, list of Errata, and Index of Authors Cited by F. Wright. A Photographic reproduction of Simon's Edition of 1696. Washington, D.C. - Carnegie Institution 1917.

- 8 Legnano, Giovanni da. DE BELLO DE REPRESAILIIS ET DE DUELLO. Edited by Thomas Erskine Holland. Introduction by James Brown Scott. Collotype of the Bologna manuscript of circa 1390, with and Extended and Revised Text, Introduction, List of Authorities Cited, together with Photograph of Legnano's Tomb. / THE TEXT OF THE BOLOGNA MANUSCRIPT. Translated by J. L. Brierly. A photographic Reproduction of the First Edition of 1477. Washington, D.C. - Oxford University Press 1917.

- 9/1 Gentili, Albercio. HISPANICAE ADVOCATIONIS LIBRI DVO. Introduction by Frank Frost Abbott. Reproduction of the Edition of 1661. New York, Oxford University Press 1921.
- 9/2 Gentili, Albercio. THE TWO BOOKS OF THE PLEAS OF A SPANISH ADVOCATE. Translated by Frank Frost Abbott. New York, Oxford University Press 1921.

- 10/1 Pufendorf, Samuel von. DE OFFICIO HOMINIS ET CIVIS JUXTA LEGEM NATURALEM LIBRI DUO. Introduction by Walter Schucking. Reproduction of the Edition of 1682. New York, Oxford University Press 1927.
- 10/2 Pufendorf, Sarnuel von. THE TWO BOOKS OF THE DUTY OF MAN AND CITIZEN ACCORDING TO NATURAL LAW. Translated by Frank Gardner Moore. New York, Oxford University Press 1927.

- 11 Bynkershoek, Cornelius van. DE DOMINO MARES DISSERTATIO, Introduction by James Brown Scott. / THE MINOR WORKS OF CORNELIUS VAN BYNKERSHOEK, JURISCONSULT AND PRESIDING JUDGE. Translated by Ralph Van Deman Magoffin. Reproduction of the second Edition of 1744. New York, Oxford University Press 1923.

- 12,1 Gentili, Alberico. DE LEGATIONIBUS LIBRI TRES. Introduction by Ernest Nys. Reproduction of the 1594 Edition. New York. Oxford University Press 1924.
- 12,2 Gentili, Alberico. THREE BOOKS OF EMBASSIES. Introduction translated by E. H. Zydel. Text translated by Gordon J. Laing. New York. Oxford University Press 1924.

- 13,1 Wolff, Christian von. JUS GENTIUM METHODO SCIENTIFICA PERTRACTATUM. Introduction by Otfried Nippold. Reproduction of the 1764 Edition. Oxford: Clarendon Press, London: Humphrey Milford 1934.
- 13,2 Wolff, Christian von. THE LAW OF NATIONS TREATED ACCORDING TO A SCIENTIFIC METHOD. Introduction translated by Francis J. Hemett. Text translated by Joseph H. Drake. Oxford: Clarendon Press; London: Humphrey Milford 1934.

- 14,1 Bynkershoek, Cornelius van. QUAESTONUM JURIS PUBLICS LIBRI DUO. Reproduction of the 1737 Edition. Oxford: Clarendon Press, London: Humphrey Milford 1930.
- 14,2 Bynkershoek, Cornelius van. ON QUESTIONS OF PUBLIC LAW TWO BOOKS. Introduction by J. de Louter. Translated by Tenney Frank. Oxford: Clarendon Press, London: Humphrey Milford 1930.

- 15,1 Pufendorf, Samuel von. ELEMENTORUM JURISPR-UDENTIAE UNIVERSALIS LIBRI DUO. Introduction by Hans Wehberg. Reproduction of the Edition of 1672. Oxford: Clarendon Press; London: Humphrey Milford 1931.
- 15,2 Pufendorf, Samuel von. THE ELEMENTS OF UNIVERSAL JURISPRUDENCE, TWO BOOKS. Introduction translated by Edwin H. Zeydel. Text translated by William Abbott Oldfather. Oxford: Clarendon Press; London: Humphrey Milford 1931.

- 16,1 Gentili, Alberico. DE JURE BELLS LIBRI TRES. Reproduction of the Edition of 1612. Oxford: Clarendon Press; London: Humphrey Milford 1933.
- 16,2 Gentili, Alberico. THREE BOOKS ON THE LAW OF WAR. Introduction by Coleman Phillipson. Translated by John C. Rolfe. Reproduction of the Edition of 1612. Oxford: Clarendon Press; London: Humphrey Milford 1933.

- 17,1 Pufendorf, Samuel von. DE JURE NATURAE ET GENTUM LIBRI OCTO. Introduction by Walter Simons. Reproduction of the Edition of 1688. Oxford: Clarendon Press; London: Humphrey Milford 1934.
- 17,2 Pufendorf, Samuel von. OF THE LAW OF NATURE AND NATIONS, EIGHT BOOKS. Translated by C. H. Oldfather and W. A. Oldfather. Introduction by Walter Simons. Oxford: Clarendon Press; London: Humphrey Milford 1934.

- 18,1 Belli, Pierino. DE RE MILITARI ET BELLO TRACTATUS. Introduction by Arrigo Cavaglieri. Reproduction of the Edition of 1563.Oxford: Clarendon Press; London: Humphrey Milford 1936.
- 18,2 Belli, Pierino. A TREATISE ON MILITARY MATTERS AND WARFARE. Translated by Herbert C. Nutting. Oxford: Clarendon Press; London: Humphrey Milford 1936.

- 19 Wheaton, Henry. ELEMENTS OF INTERNATIONAL LAW. Edited by George Grafton Wilson. Introduction by Arrigo Cavaglieri. Literal Reproduction of the Edition of 1866. Oxford: Clarendon Press; London: Humphrey Milford 1936.

- 20,1 Suarez, Francisco. SELECTIONS FROM THREE WORKS OF FRANCISCO SUAREZ. Reproductions of Selections from the Original Editions. Oxford: Clarendon Press; London: Humphrey Milford 1944.
- 20,2 Suarez, Francisco. SELECTIONS FROM THREE WORKS OF FRANCISCO SUAREZ. Introduction by James Brown Scott. Translated by Gwladys L. Williams, Ammi Brown and John Waldron.

- 21 Bynkershoek, Cornelius van. DE FORD LEGATORUM LIBER SIGULARIS. A MONOGRAPH ON THE JURISDICTION OVER AMBASSADORS IN BOTH CIVIL AND CRIMINAL CASES. Introduction by Jan de Louter. Translated by Gordon J. Laing.

- 22,1 Grotius, Hugo. COMMENTARY ON THE LAW OF PRIZE AND BOOTY. Translated by Gwladys L. Williams. Oxford: Clarendon Press; London: Humphrey Milford 1950.
- 22,2 Grotius, Hugo. DE JURE PRAEDAE COMMENTARIUS. Collotype reproduction of original manuscript of 1604 in the handwriting of Grotius. Oxford: Clarendon Press; London: Humphrey Milford 1950.